# Piscina un petit oceà
Piscina un petit oceà és una editorial tarragonina creada el 2011 per Joan Rioné director teatral i editor. És especialitzada en contes il·lustrats que promou l'economia de proximitat. El projecte editorial neix lligat a la tasca de la companyia Genovesa Narratives Teatrals. Bona part dels seus títols han nascut a partir dels espectacles que ells mateixos han realitzat: El calaix de l'artista, Formigues a la cuina, Una cosa tan petita que cap a la butxaca dels pantalons o Carrer del mar.
L'editorial també realitza tallers d'animació lectora, laboratoris, presentació de llibres, contes i espectacles teatrals basats en les seves publicacions. Una de les darreres activitats de l'editorial és l'exposició d'esbossos i originals de les il·lustracions dels cinc primers contes de l'editorial.

## Publicacions
- 2015: L'amic
- 2015: Inventari de contes
- 2014: Un mitjó diferent cada peu
- 2014: Una cosa tan petita que cap a la butxaca dels pantalons
- 2013: Carrer del mar
- 2013: Formigues a la cuina
- 2011: El calaix de l'artista[4]

## Reconeixements i premis
- Un mitjó diferent a cada peu. Premi Crítica SERRA D'OR infantil 2015[5]
- Carrer del Mar. Premi “Liberisliber Xic 2014″ – Fira d'editorials independents de Besalú[6]
- Formigues a la cuina. Un dels millors llibres 2013 pel Consell Català LIJ – XXX Saló del llibre Infantil i Juvenil de Catalunya[3]